# Valentine Vattier d'Ambroyse
Nathalie-Valentine Basély, plus connue sous le principal pseudonyme qu’elle a utilisé, Valentine Vattier d’Ambroyse, est une femme de lettres française née le 25 mars 1837 à Brest et morte le 3 janvier 1891 à Paris. Elle est l’auteur de plusieurs romans destinés à la jeunesse et d’une série d’ouvrages sur le littoral français. Elle a œuvré pour la reconnaissance du travail des femmes et est la première femme journaliste à avoir intégré l’association des journalistes parisiens.

## Biographie
Elle publie, durant ses 29 ans d'activité, « 3 romans dramatiques, 5 romans psychologiques, 1 roman humoristique, 2 romans de famille, 2 études historiques, 2 études sociales, 7 ouvrages divers, 6 gros volumes sur le littoral français, 2 conférences, 2 comédies [...] ; enfin, une cinquantaine de nouvelles ». Elle collabore à divers journaux dont le Bulletin de la société des gens de lettre, le Journal illustré, la Revue du Monde catholique, La Femme et la Famille et le Nain jaune.
Elle est la créatrice d’une Union des Amies des Lettres peu de temps avant sa mort.
Veuve, elle meurt à 53 ans à Paris en janvier 1891,.

## Romancière pour jeunes filles
Une partie de l’œuvre de Valentine Vattier d’Ambroyse est constituée d'ouvrages pour jeunes filles. Ils mettent en valeur les bonnes mœurs, mais également la nature.

## Littoral de la France
Son œuvre la plus connue est le Littoral de la France, ouvrage en six parties qui combine science, observation et caractère littéraire et touristique. Le ministère de l’Instruction publique l’ajoute aux livres recommandés après sa parution. L’ouvrage est unanimement salué pour sa mise en valeur des côtes françaises, son exhaustivité, son caractère sérieux et scientifique. Valentine Vattier d’Ambroyse a dû se battre pour convaincre qu’elle serait en mesure de mener une telle étude.
Elle lègue le manuscrit original et une édition luxe à la bibliothèque de Brest
Dans l’avant-propos du dernier des six tomes, elle décrit son entreprise :

« Depuis la frontière franco-belge jusqu’à la frontière franco-espagnole, depuis la limite pyrénéenne française jusqu’à l’Italie, nous avons visité nos villes, nos bourgs, nos hameaux du littoral. Nos ports militaires, marchands et pêcheurs, nos rades, nos golfes, nos moindres refuges nous sont maintenant connus. Tout ce qui, suivant nous, pouvait intéresser notre marine militaire et commerciale a été mis au grand jour. Nous y avons, de plus, ajouté des notes historiques, ethnographiques, biographiques et architecturales courtes, mais suffisamment complètes. Enfin nous avons donné une place aussi large que possible au côté légendaire, si attrayant, et à la partie descriptive des voyages. »

Dans le rapport publié par l’Académie française à l’occasion de la remise du prix Marcelin-Guérin, Camille Doucet explique :

« Il n’y a pas non plus de prétention, mais il y a beaucoup de parti pris, dans l’ouvrage, en deux beaux volumes, publié sur le Littoral de la France, par Charles-Aubert Vattier, d’Amboyse. Ce parti pris, inspiré par le plus pur patriotisme, est celui d’admirer et de faire admirer les vieux monuments élevés sur nos grandes côtes par l’architecture religieuse, en reproduisant leur image et en rappelant les légendes qui consacrent et illustrent leur souvenir. Dédié à ceux qui aiment la France, ce livre se dénonce ainsi, de lui-même, à l’intérêt, à l’estime, à la sympathie de tous les Français. »

## Engagements
Elle défend les droits des femmes, comme en témoigne sa participation au congrès du droit des femmes en 1889,. Elle y prononce un discours, repris dans le recueil publié à l’issue de la rencontre internationale. Elle est la première femme à intégrer l’association des journalistes parisiens, peu avant son décès. Elle crée et préside l’Union des femmes de lettres en 1890, association qui se donne pour but la « libération féminine par le droit du travail ».
Son œuvre est considérée comme patriotique. Elle fait preuve d’anglophobie dans certains de ses ouvrages.
Valentine Vattier d’Ambroyse écrit une Réponse aux théories de M. Alexandre Dumas fils dans laquelle elle défend la famille. Elle est attachée au catholicisme. Ses romans sont vantés pour leur valorisation des bonnes mœurs. Ainsi, La Croix écrit ainsi pour son roman La Vie en plein air :

« Livre fort captivant, dans lequel on voit une ferme, presque tombée en friche, relevée, rendue prospère par trois jeunes gens, deux frères et leur sœur, sous la paternelle direction d'un tuteur actif et intelligent. C'est plaisir, c'est bonheur de voir les deux frères aux champs, la jeune fille dans l'intérieur de la maison, vaquant chacun à leurs travaux avec une ardeur qui ne se lasse jamais, un soin qui n'oublie rien, une bonne humeur et une union dont le spectacle et l'exemple portent à l'imitation, pour en savourer soi-même le fruit délicieux. »

## Œuvres[17]

### Romans
- Valentine Vattier d'Ambroyse (réédition :1863), L'Orphelin, ou Une existence courageuse, Tours, A. Mame, 1862, 188 p., In-8°
- Valentine Vattier d'Ambroyse (réédition :1862, 1863, 1865, 1878, 1880, 1883, 1885, 1889, 1891, 1894, 1897, 1900, 1902, 1907, 1911, 1914, 1922), La meilleure part : scènes de la vie réelle, Tours, A. Mame, coll. « Bibliothèque des écoles chrétiennes », 1862, 188 p., In-8°
- Valentine Vattier d'Ambroyse, Mathilde et Marthe, Tours, A. Mame, 1862, 139 p., In-12°
- Valentine Vattier d'Ambroyse, Sidonie, ou Orgueil et repentir, Tours, A. Mame, 1862, 140 p., In-12°
- Valentine Vattier d'Ambroyse (réédition :1862, 1863, 1865, 1868), Yvonne ou La foi récompensée : légende bretonne, Paris, le Livre d'histoire, coll. « Contes et légendes d'autrefois », 1862, 139 p., 20 cm
- Valentine Vattier d'Ambroyse (réédition :1865), Apolline, Tours, A. Mame, 1863, 138 p., In-12°
- Valentine Vattier d'Ambroyse (réédition :1877, 1878 (9e éd.)), Claire de Rives, Tours, A. Mame, 1863, 188 p., In-8°
- Étienne Barély (réédition :1864), Courage et résignation, Rouen, Mégard, 1863, In-16, 95 p., In-16°
- Valentine Vattier d'Ambroyse, Légendes bretonnes, Tours, A. Mame, 1863, 104 p., In-12°
- Valentine Vattier d'Ambroyse (réédition :1865, 1898), Les Vacances de Natalie, Tours, A. Mame, 1863, 140 p., In-8°
- Valentine Vattier d'Ambroyse (réédition :1877, 1880, 1883, 1885, 1887, 1889, 2 en 1891, 1893, 1895), La fille du pêcheur, Tours, A. Mame et fils, coll. « Bibliothèque de la jeunesse chrétienne », 1867, 192 p., In-8°
- Étienne Barély, L'Ange du foyer, Rouen, Mégard, 1875, 96 p., In-12°
- Valentine Vattier d'Ambroyse, Fanny et Léonore, Tours, A. Mame et fils, 1876, 192 p., In-12°
- Valentine Vattier d'Ambroyse, Chêne & roseau, Paris, Bourguet-Calas, coll. « Bibliothèque des jeunes filles D. S. G. », 1878, 275 p., In-18°
- Valentine Vattier d'Ambroyse, Le Bouquet de lin, suivi de L'Éventail d'ivoire, L'Anneau de la duchesse Anne, Le Rêve de Nataly, Le Souvenir de Jeannie, Les Aventures d'un chardonneret, Les Van Eyck, Élisabeth Gros-Chien-Noir, Paris, V. Palmé, 1879, IV-295 p., In-18°
- Valentine Vattier d'Ambroyse (réédition :1884, 1888, 1889, 1890, 1891, 1893, 1896, 1898, 1900, 1902, 1906, 1909, 2 en 1911, 1914, 1923), Rose Fermont ou Un cœur reconnaissant ; suivi de Frère et sœur, Tours, A. Mame et fils, 1879, 164 p.
- Valentine Vattier d'Ambroyse, Martine, histoire d'une sœur aînée, Paris-Bruxelles, Société générale de librairie catholique, 1880, 341 p., In-18°
- Valentine Vattier d'Ambroyse, Six orphelins, seconde partie de Martine, histoire d'une sœur aînée, Paris, V. Palmé, 1880, 371 p., In-12°
- Valentine Vattier d'Ambroyse, Vie en plein air, lectures et causeries champêtres, Paris, V. Palmé, 1881, XII-324 p., In-12°
- Valentine Vattier d'Ambroyse, Vingt millions de rente, Paris, Blériot et Gautier, 1883, 366 p., In-12°
- Étienne Barély, Travail et dévouement, ou l'Ange du foyer, Rouen, Mégard, 1885, 64 p., In-12°
- Valentine Vattier d'Ambroyse, La Gascogne : de La Rochelle à Hendaye : frontière d'Espagne..., Paris / Genève, Champion / Slatkine, 1887, 504p., 25 cm
- Valentine Vattier d'Ambroyse, Association artistique et littéraire de Bretagne. 2e conférence de la section littéraire faite à la mairie de Rennes, le 1er juillet 1890, Rennes, H. Caillière, 1890, 53 p., In-8°
- Valentine Vattier d'Ambroyse, Un poète parisien et breton, Hippolyte Lucas : Conférence faite le 16 décembre 1890, à la mairie du VIe arrondissement, Paris, impr. de M. Maugeret, 1891, 12 p., In-4°
- Valentine Vattier d'Ambroyse, L'Anneau de la duchesse Anne, suivi de : Les Aventures d'un chardonneret..., Paris, J. Lefort, 1895, 142 p., In-8°
- Valentine Vattier d'Ambroyse, L'Éventail d'ivoire..., Lille, A. Taffin-Lefort, 1895, 91 p., In-8°
- Valentine Vattier d'Ambroyse, Le Rêve de Nataly..., Lille, A. Taffin-Lefort, 1895, 91 p., In-8°
- Valentine Vattier d'Ambroyse, Le Souvenir de Jeannie..., Lille, A. Taffin-Lefort, 1895, 69 p., In-12°
- Valentine Vattier d'Ambroyse (réédition :1900), Les Sabots de Marie-Anne, légendes bretonnes, Tours, A. Mame et fils, 1897, 72 p., In-12°
- Ch.-F. Aubert, Joseph Burn Smeeton (graveur), Georges Bellenger (graveur), Jules-Jacques Puyplat (graveur), Adeline Rognon et Charles Gillot, Le Littoral de la France, vol. 1 : Cotes normandes. De Dunkerque au Mont Saint-Michel, Paris / Genève, Champion / Slatkine
- Ch.-F. Aubert (Dessins de Henry Scott, Brun, Toussaint, Yan'd'argent, Eraipont, Giappori, Sellier, Deroy, Decoprez et Vazquez, d'après nature, d'après les croquis de M. Armand Paris, et d'après les photographies de Neurdein, Hanau et Vagneur ; gravures sur bois d'Adeline Rognon, Joseph Burn Smeeton, Jules-Jacques Puyplat, Bellanger, et Charles Gillot), Le Littoral de la France, vol. 2 : Cotes bretonnes. Du Mont Saint-Michel à Lorient, Paris / Genève, Champion / Slatkine
- Ch.-F. Aubert (Dessins de Brun, Toussaint, Fraipont, Karl, Ciappori, Sellier, Caussin, Lalanne, Debraye, gravures sur bois d'Adeline Rognon, Joseph Burn Smeeton, Jules-Jacques Puyplat et Désiré Quesnel), Le Littoral de la France, vol. 3 : Côtes vendéennes. De Lorient à La Rochelle, Paris / Genève, Champion / Slatkine
- Ch.-F. Aubert (Dessins de Caussin, Karl, O. Dubré, Thé-Fou, Chapon, Saint-Elme-Gautier, E. Vincent, gravures sur bois de Joseph Burn Smeeton et Jules-Jacques Puyplat), Le Littoral de la France, vol. 4 : Côtes gasconnes. De La Rochelle au cap Cerbère, Paris / Genève, Champion / Slatkine
- Ch.-F. Aubert (Illustrations : A. Karl et A. Caussin), Le Littoral de la France, vol. 5 : Côtes languedociennes. Du cap Cerbère à Marseille, Paris / Genève, Champion / Slatkine
- Ch.-F. Aubert (Illustrations : A. Karl et A. Caussin), Le Littoral de la France, vol. 6 : Côtes provençales. De Marseille à la frontière italienne, Paris / Genève, Champion / Slatkine

### Collaboration
- Congrès français et international du droit des femmes, Paris, E. Denti, 1889, 279 p.

## Récompenses et distinctions
Son travail littéraire lui vaut plusieurs distinctions. Elle est lauréate à trois reprises de l’Académie française :
- 1883 : Prix Montyon pour son « ouvrage utile aux mœurs » Roman d’une sœur[18],[19] ;
- 1885 : Prix de la fondation Marcelin Guérin pour le Littoral de la France[20] ;
- 1889 : Prix Montyon pour le Littoral de la France[21] ;

Elle obtient le prix Jules Simon de la Société des gens de Lettres en 1887.
Elle est officier d’académie en 1883 et officier de l’instruction publique en 1889.
Elle reçoit en 1882 la médaille de la Société protectrice des Animaux pour La Vie en plein air.
Elle est récompensée également pour son investissement social :
- 1887 : médaille d’or de la Société libre d’instruction et d’éducation populaires[26] ;
- Médaille d'honneur de 1re classe de la société libre d'instruction et d'éducation populaires.

Son travail sur le littoral lui vaut deux médailles : 
- Médaille d'argent spéciale par le Yacht Club de France
- Médaille d'argent spéciale de la Société centrale de sauvetage des Naufragés

Un dossier était déposé pour la Légion d’honneur à son décès.
Le peintre Eugène Accard a réalisé son portrait dont la toile, Portrait de Madame V... D..., est présenté au salon de 1887. Elle lègue le tableau au musée de Brest,.

## Articles
- Édouard Duranc, « Le Littoral de la France. Trois magnifiques volumes par Mme Vattier », La Justice,‎ 22 janvier 1886, p. 3 (lire en ligne )
- Léon Berthaut, « Madame V. Vattier d'Ambroyse », Le Glaneur breton : bulletin périodique illustré de bibliographie & d'iconographie bretonnes,‎ 1er avril 1891, p. 175-177 (lire en ligne , consulté le 4 février 2023)
- E. C., « Le littoral de la France », Le Livre,‎ janvier 1888, p. 582 (lire en ligne )